# Burgstädt
Burgstädt är en tysk småstad i distriktet (Landkreis) Mittelsachsen i förbundslandet Sachsen. Orten ligger cirka 15 km nordväst om Chemnitz vid järnvägslinjen Chemnitz - Leipzig. Staden ingår i förvaltningsområdet Burgstädt tillsammans med kommunerna Mühlau och Taura.
Stadens centrala torg var under 1200-talet en handelsplats för flera omkringliggande byar. Mellan 1270 och 1301 byggde flera säljare och hantverkare sina hus vid torget. Markanta byggnader i staden är stadskyrkan, rådhuset som uppfördes under senbarocken, en stadsport (Seigerturm) och vattentornet med utsiktsplats. Kyrkan fick sitt torn så sent som 1882 och innan var stadens enda offentliga ur den som finns på Seigerturm.
Under 1700- och 1800-talet var Burgstädt ett centrum för regionens textilindustri. Tyg från staden såldes sedan 1742 på Leipzigs mässa och senare utfördes framgångsrikt färgtryck på siden.
Ett omtyckt utflyktsmål är slottet Rochsburg som ligger några kilometer norr om Burgstädt vid floden Zwickauer Mulde.

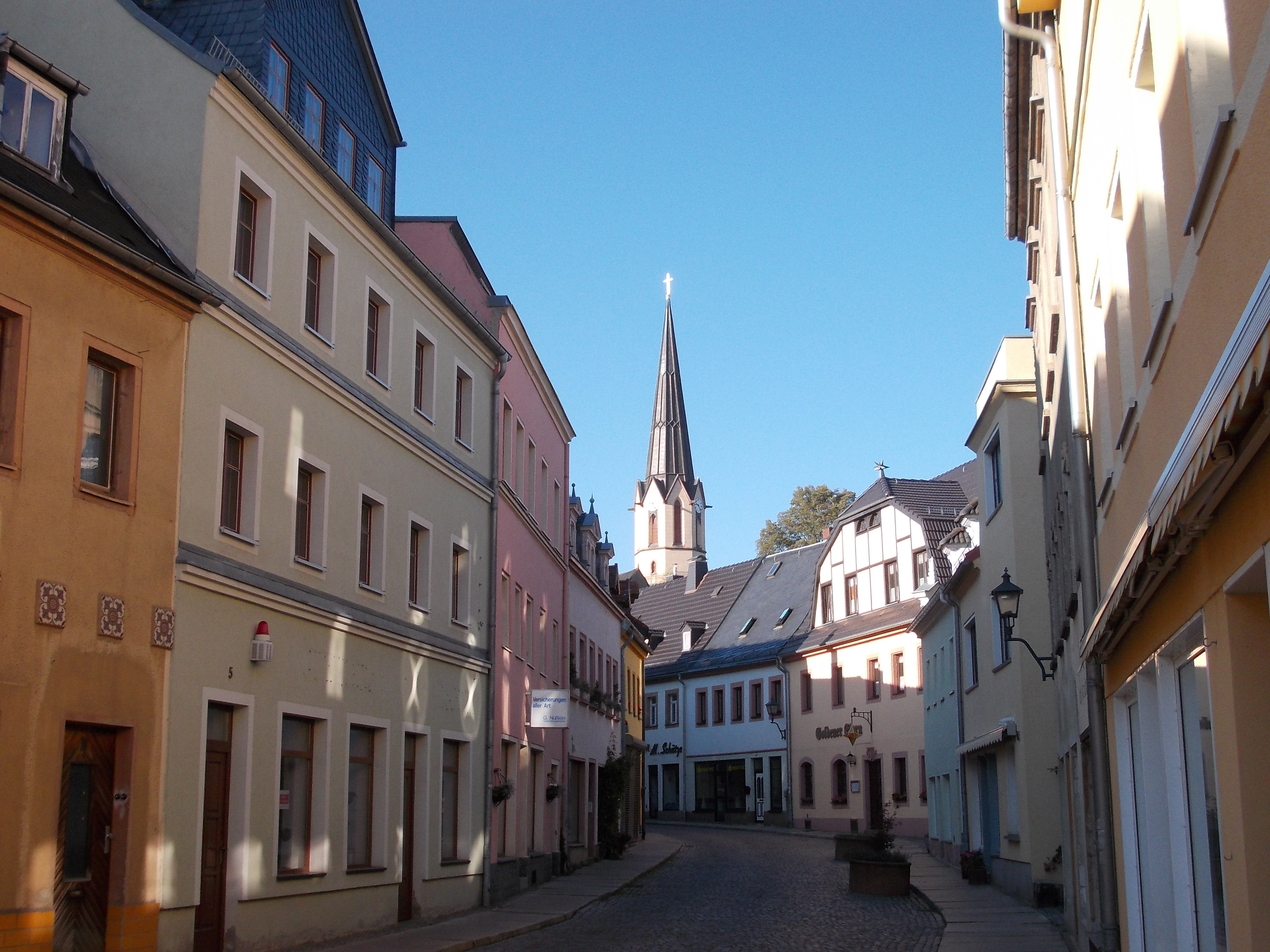
Gata med stadskyrkans torn i bakgrunden
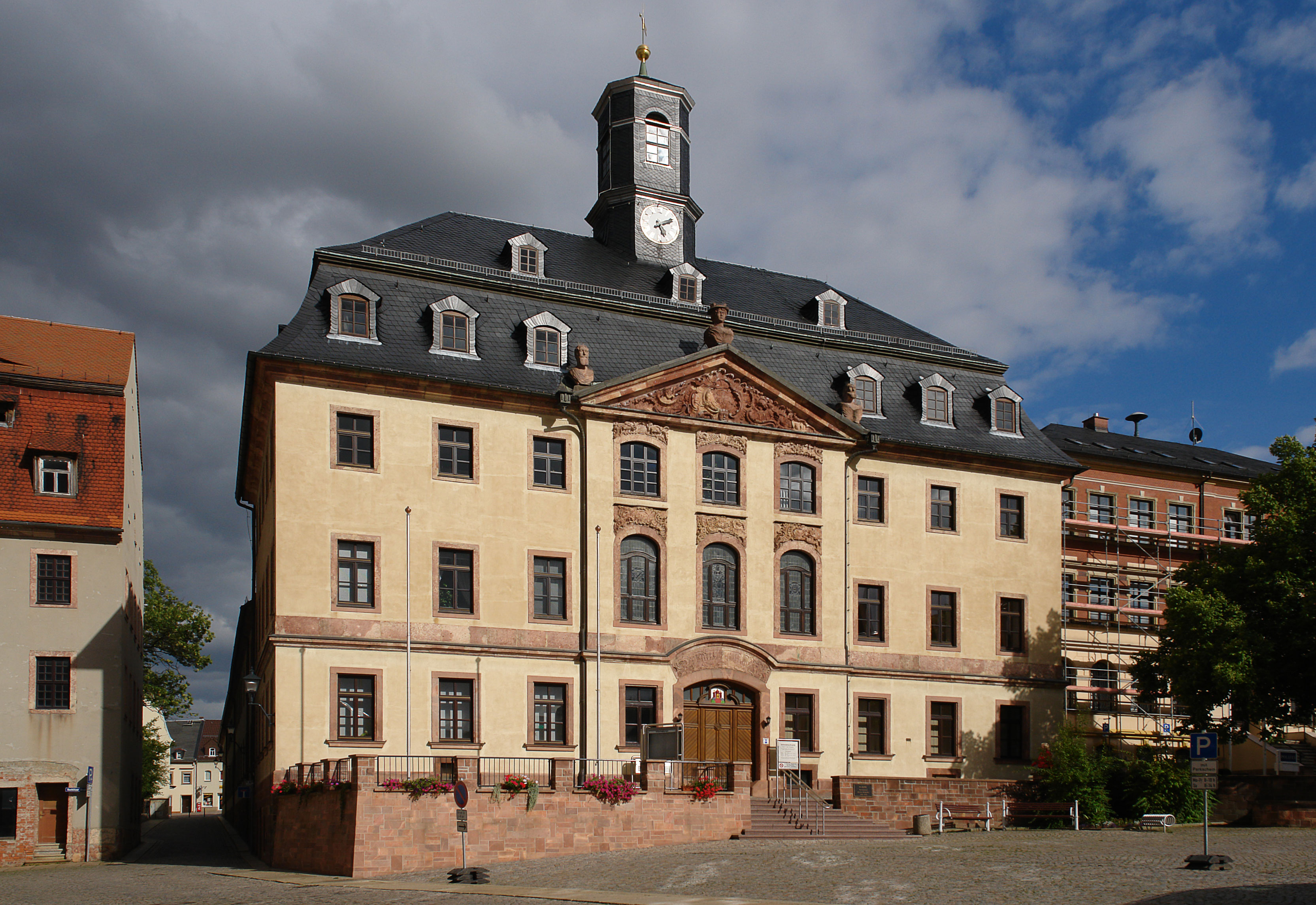
Rådhuset
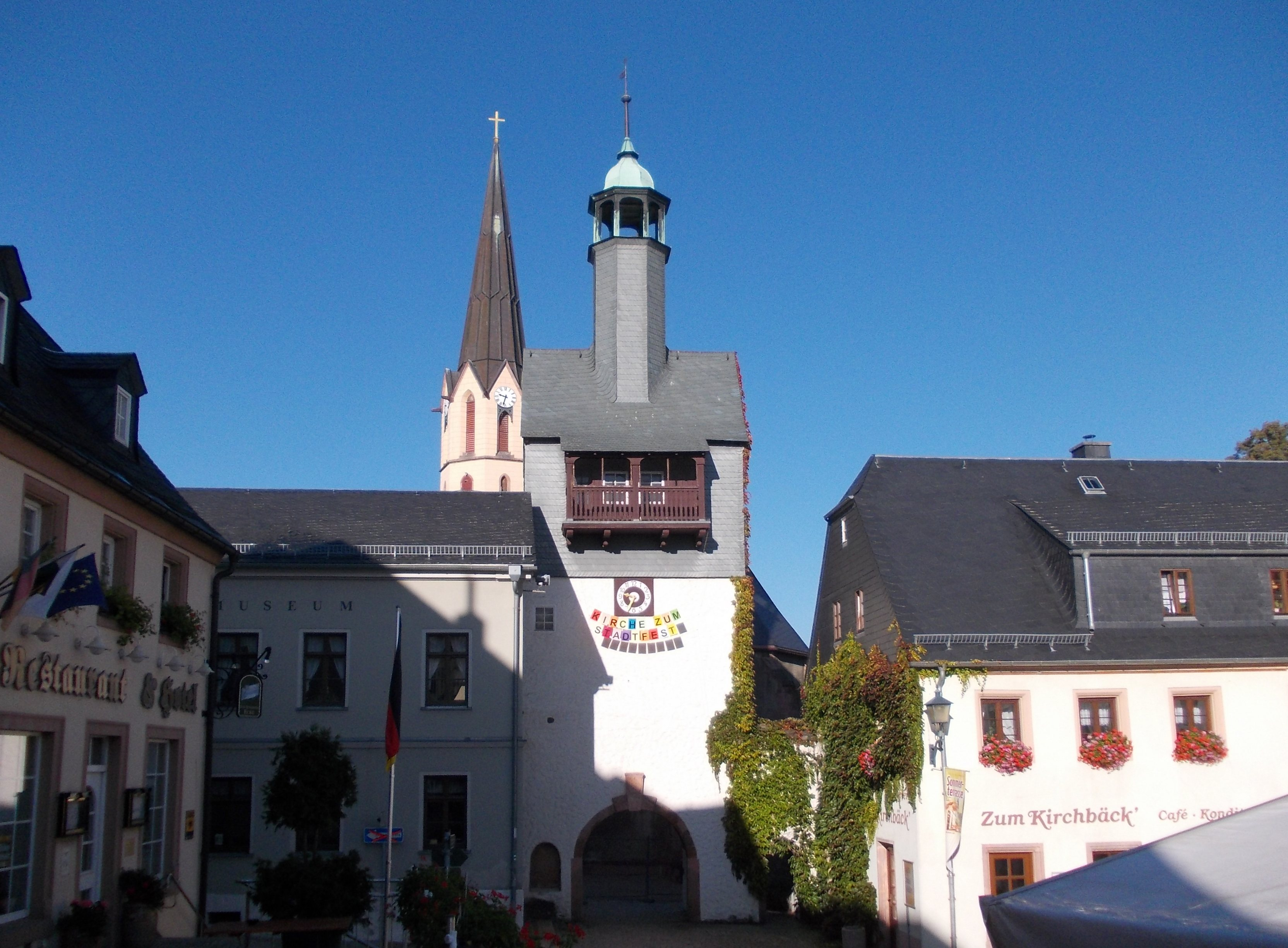
Seigerturm

## Vänorter
Burgstädt har följande vänorter:
- Ahnatal, Tyskland, sedan 3 oktober 1990
- Pári, Ungern, sedan 5 oktober 2008